# Англо-французские войны
Англо-французские войны — продолжительная серия военных конфликтов между Англией и Францией. 
Войны начались в результате образования Англо-нормандского государства, а затем «Анжуйской империи», и попыток французской короны вернуть под свою власть земли, отошедшие к Англии. Эта задача была выполнена к 1558 году, когда французы отвоевали Кале. В конце XVII века войны возобновились вследствие политического соперничества в Европе и борьбы в колониях.

## Периодизация
Хронологически делятся на четыре основных этапа:
- Борьба Капетингов с Плантагенетами (1150–1259), из-за своей продолжительности иногда называемая в популярной литературе «Первой Столетней войной».

- Столетняя война (1337–1453) и сопутствующие конфликты

- Участие Англии в борьбе Валуа и Габсбургов (1488–1559), кульминацией которой стали Итальянские войны.

- Коалиционные войны (1689–1815), начались как противостояние экспансии Людовика XIV, продолжились как серия колониальных конфликтов и борьбы за господство на морях, и закончились войнами революции и империи. В популярной англоязычной литературе этот период противостояния временами называют «Второй Столетней войной».

## Войны
- Бретонская война (1076—1077) — противодействие Филиппа I попытке Вильгельма Завоевателя подчинить Бретань
- Первая Вексенская война (1087) — военные действия в Вексене, на границе Нормандии и Иль-де-Франса
- Вторая Вексенская война (1097—1099)
- Англо-французская война (1109—1113)
- Англо-французская война (1116—1120) — вторжение Людовика VI в Нормандию для поддержки Вильгельма Клитона
- Англо-французская война (1123—1128)
- Нормандская кампания Людовика VII (1150—1151) — часть гражданской войны Стефана и Матильды
- Нормандская война (1152—1154) — часть гражданской войны Стефана и Матильды
- Тулузский поход (1159) — война Генриха II с графом Тулузским и Людовиком VII
- Англо-французская война (1173—1174) — часть гражданской войны между Генрихом II и сыновьями
- Англо-французская война (1187—1189) — между Филиппом Августом и Генрихом II
- Англо-французская война (1193—1199) — между Филиппом Августом и Ричардом Львиное Сердце. Победа Ричарда.
- Англо-французская война (1199—1200) — между Филиппом Августом и Иоанном Безземельным
- Англо-французская война (1202—1214) — решительная победа Филиппа Августа над Иоанном Безземельным и присоединение к Франции Нормандии, Анжу и Пуату
- Английская экспедиция принца Людовика (1215—1217) — часть Первой баронской войны
- Англо-французская война (1242) (Сентонжская война) — попытка Генриха III воспользоваться мятежом французских баронов и вернуть часть утраченных земель
- Англо-французская война (1294—1298)
- Война Сен-Сардо (1324—1327) — пограничный конфликт в Гиени
- Столетняя война (1337—1453)
- Французская экспедиция (1475) — попытка вмешательства Эдуарда IV в Бургундские войны на стороне Карла Смелого
- Англо-французская война (1488)
- Англо-французская война (1489—1492)
- Англо-французская война (1512—1514) — часть войны Камбрейской лиги
- Англо-французская война (1522—1526) — часть Итальянской войны 1521—1526
- Англо-французская война (1543—1546) — часть Итальянской войны 1542—1546
- Англо-французская война (1545—1550) — часть Англо-шотландской войны 1542—1551
- Англо-французская война (1557—1559) — часть Итальянской войны 1551—1559
- Англо-французская война (1562—1564) — вмешательство Англии в первую религиозную войну
- Англо-французская война (1627—1629) — часть французских религиозных войн
- Англо-французская война (1666—1667) — конфликт в Вест-Индии в ходе Второй англо-голландской войны
- Англо-французская война (1689—1697) — часть войны Аугсбургской лиги
- Англо-французская война (1702—1713) — часть войны за испанское наследство
- Англо-французская война (1744—1748) — часть войны за австрийское наследство
- Англо-французская война (1756—1763) — часть Семилетней войны
- Англо-французская война (1778—1783) — часть войны за независимость США
- Англо-французская война (1793—1802) — часть французских революционных войн
- Англо-французская война (1803—1814) — часть наполеоновских войн
- Англо-французская война (1815) — часть войны 7-й антинаполеоновской коалиции
- Англо-французская война (1940—1942) — эпизодические вооруженные действия в рамках начального этапа Второй мировой войны, необъявленная война между Великобританией и прогерманским коллаборационистским режимом Виши за контроль над французскими колониями.